# 新井用水 (加古川市)
新井用水（しんゆようすい）は、兵庫県加古川市八幡町中西条の加古川大堰から播磨町の古宮大池に向かう、印南野台地を潤す目的で造られた全長14キロの水路である。

## 概要
江戸時代、農業は加古川の下流でしか営むことができず、少し高いところでも干ばつが相次いでいた。印南野台地も例外でなく、人々はため池やわき水に頼らざるを得なかった。この状況を打破するため、古宮組19か村の大庄屋である今里伝兵衛によって発起され、1656年（明暦2年）にこの用水路が完成した。用水路には、川の下をもぐらせるサイホンといった技術が用いられている。1年3ケ月の工事期間中に、延べ16万4千人が従事していた。
1950～1960年（昭和25～35年）に改修され、播磨町立播磨中学校校庭に新井水路改修記念碑が建てられている。

## 経緯
1654年（承応3年）、この年は春と夏に雨が降らず、田が地割れして苗も枯れたことで、わずかに残った米もくず米になったどころか来春の種籾もなかった。この状況をみた今里伝兵衛は、何度も現地を徒歩で調査し、経路や高低差、使える水道を確認した。この調査を元に、23か村の庄屋を集めて陳情書への署名を求めた。今里が作り上げた絵図面を元に水の恵みを説明された庄屋は、全員が署名して協力を誓った。1654年、今里は姫路藩主の榊原忠次に新井開削を願い出た。西ノ山や日岡山などで固い岩盤を削り、喜瀬川の底を埋樋で通し、さらに逆勾配もある難工事であり、満水にしなければ水が流れない仕様だったため、今里は「新溝でもし水が流れないときは、家族もろとも極刑にされても構いません」と断言したという。
酒井は今里へ測量を命じ、藩の事業として着工をさせた。設計は年内に終わり、新年に着工をすることができた。今里自身も陣笠をかぶって見て回り、夜も検分をしていたとされる。延べ16万4千人、1日平均で400～500人の工事従事者には藩から米が支給されていた。1年3ヶ月の工事の末に開通した後、酒井は今里の功績をたたえ、望みを聞いた。その際、「大変な恩恵をいただき、欲しいものなどございません。新溝がいつまでも流れ続けることを心から願っています」と答えた。